# Квантова информационна теория
Квантовата информационна теория изучава информацията която се съдържа в квантовите системи. За разлика от класическата информационна теория която се базира на битове като елементарно количество информация, квантовата информационна теория използва кюбит като елементарно количество информация. 